# Synalus terrosus
Synalus terrosus là một loài nhện trong họ Thomisidae.
Loài này thuộc chi Synalus. Synalus terrosus được Eugène Simon miêu tả năm 1895.